# Follow the Sun
"Follow the Sun" is een nummer van de Australische muzikant Xavier Rudd. Het nummer verscheen op zijn album Spirit Bird uit 2012. Op 11 juni van dat jaar werd het nummer uitgebracht als de enige single van het album.

## Achtergrond
"Follow the Sun" is geschreven en geproduceerd door Xavier Rudd. Het is het enige nummer van het album Spirit Bird dat in Australië is opgenomen; de opnames vonden plaats in de Studios 301 in Byron Bay. De rest van het album is in Canada opgenomen. Volgens Rudd verliep de opname "makkelijk, net zoals het nummer zelf klinkt".
"Follow the Sun" wist verrassend genoeg alleen in Nederland de hitlijsten te bereiken. Het nummer verkreeg populariteit vanwege het gebruik in een reeks reclames van Sunweb. Het bereikte plaats 23 in de Top 40, terwijl in de Single Top 100 plaats 24 werd behaald. In 2014 maakte Time Square een remix van het nummer, dat in Duitsland en Italië de hitlijsten bereikte. In Nederland kwam het niet verder dan de laatste plaats in de Single Top 100.
De videoclip van "Follow the Sun" is opgenomen op het North Stradbroke-eiland voor de kust van Brisbane. In de video zijn veel natuurbeelden te zien, afgewisseld door beelden waarin Rudd het nummer zingt terwijl hij gitaar en mondharmonica speelt. Daarnaast voeren de Yulu Burri Ba Dancers een dans uit.
Het nummer wordt gebruikt als afsluitende muziek tijdens de tv-reeks Dwars door België van Arnout Hauben.

## Hitnoteringen

### Nederlandse Top 40
| Hitnotering: 30-01-2016 t/m 05-03-2016 | Hitnotering: 30-01-2016 t/m 05-03-2016 | Hitnotering: 30-01-2016 t/m 05-03-2016 | Hitnotering: 30-01-2016 t/m 05-03-2016 | Hitnotering: 30-01-2016 t/m 05-03-2016 | Hitnotering: 30-01-2016 t/m 05-03-2016 | Hitnotering: 30-01-2016 t/m 05-03-2016 | Hitnotering: 30-01-2016 t/m 05-03-2016 |
| Week                                   | 1                                      | 2                                      | 3                                      | 4                                      | 5                                      | 6                                      |                                        |
| -------------------------------------- | -------------------------------------- | -------------------------------------- | -------------------------------------- | -------------------------------------- | -------------------------------------- | -------------------------------------- | -------------------------------------- |
| Positie                                | 34                                     | 25                                     | 23                                     | 26                                     | 34                                     | 36                                     | uit                                    |

### Single Top 100
| Hitnotering week 1: 26-12-2015 Hitnotering week 2 t/m 17: 09-01-2016 t/m 23-04-2016 | Hitnotering week 1: 26-12-2015 Hitnotering week 2 t/m 17: 09-01-2016 t/m 23-04-2016 | Hitnotering week 1: 26-12-2015 Hitnotering week 2 t/m 17: 09-01-2016 t/m 23-04-2016 | Hitnotering week 1: 26-12-2015 Hitnotering week 2 t/m 17: 09-01-2016 t/m 23-04-2016 | Hitnotering week 1: 26-12-2015 Hitnotering week 2 t/m 17: 09-01-2016 t/m 23-04-2016 | Hitnotering week 1: 26-12-2015 Hitnotering week 2 t/m 17: 09-01-2016 t/m 23-04-2016 | Hitnotering week 1: 26-12-2015 Hitnotering week 2 t/m 17: 09-01-2016 t/m 23-04-2016 | Hitnotering week 1: 26-12-2015 Hitnotering week 2 t/m 17: 09-01-2016 t/m 23-04-2016 | Hitnotering week 1: 26-12-2015 Hitnotering week 2 t/m 17: 09-01-2016 t/m 23-04-2016 | Hitnotering week 1: 26-12-2015 Hitnotering week 2 t/m 17: 09-01-2016 t/m 23-04-2016 | Hitnotering week 1: 26-12-2015 Hitnotering week 2 t/m 17: 09-01-2016 t/m 23-04-2016 | Hitnotering week 1: 26-12-2015 Hitnotering week 2 t/m 17: 09-01-2016 t/m 23-04-2016 | Hitnotering week 1: 26-12-2015 Hitnotering week 2 t/m 17: 09-01-2016 t/m 23-04-2016 | Hitnotering week 1: 26-12-2015 Hitnotering week 2 t/m 17: 09-01-2016 t/m 23-04-2016 | Hitnotering week 1: 26-12-2015 Hitnotering week 2 t/m 17: 09-01-2016 t/m 23-04-2016 | Hitnotering week 1: 26-12-2015 Hitnotering week 2 t/m 17: 09-01-2016 t/m 23-04-2016 | Hitnotering week 1: 26-12-2015 Hitnotering week 2 t/m 17: 09-01-2016 t/m 23-04-2016 | Hitnotering week 1: 26-12-2015 Hitnotering week 2 t/m 17: 09-01-2016 t/m 23-04-2016 | Hitnotering week 1: 26-12-2015 Hitnotering week 2 t/m 17: 09-01-2016 t/m 23-04-2016 | Hitnotering week 1: 26-12-2015 Hitnotering week 2 t/m 17: 09-01-2016 t/m 23-04-2016 |
| Week                                                                                | 1                                                                                   |                                                                                     | 2                                                                                   | 3                                                                                   | 4                                                                                   | 5                                                                                   | 6                                                                                   | 7                                                                                   | 8                                                                                   | 9                                                                                   | 10                                                                                  | 11                                                                                  | 12                                                                                  | 13                                                                                  | 14                                                                                  | 15                                                                                  | 16                                                                                  | 17                                                                                  |                                                                                     |
| ----------------------------------------------------------------------------------- | ----------------------------------------------------------------------------------- | ----------------------------------------------------------------------------------- | ----------------------------------------------------------------------------------- | ----------------------------------------------------------------------------------- | ----------------------------------------------------------------------------------- | ----------------------------------------------------------------------------------- | ----------------------------------------------------------------------------------- | ----------------------------------------------------------------------------------- | ----------------------------------------------------------------------------------- | ----------------------------------------------------------------------------------- | ----------------------------------------------------------------------------------- | ----------------------------------------------------------------------------------- | ----------------------------------------------------------------------------------- | ----------------------------------------------------------------------------------- | ----------------------------------------------------------------------------------- | ----------------------------------------------------------------------------------- | ----------------------------------------------------------------------------------- | ----------------------------------------------------------------------------------- | ----------------------------------------------------------------------------------- |
| Positie                                                                             | 70                                                                                  | uit                                                                                 | 46                                                                                  | 40                                                                                  | 33                                                                                  | 25                                                                                  | 24                                                                                  | 24                                                                                  | 32                                                                                  | 36                                                                                  | 37                                                                                  | 55                                                                                  | 63                                                                                  | 67                                                                                  | 67                                                                                  | 72                                                                                  | 82                                                                                  | 96                                                                                  | uit                                                                                 |

### NPO Radio 2 Top 2000
| Nummer met noteringen in de NPO Radio 2 Top 2000 | '16  | '17  | '18  | '19  | '20  | '21  | '22  | '23  | '24  |
| ------------------------------------------------ | ---- | ---- | ---- | ---- | ---- | ---- | ---- | ---- | ---- |
| Follow the Sun                                   | 1411 | 1131 | 1663 | 1649 | 1406 | 1331 | 1371 | 1124 | 1049 |

1. ↑  Een vetgedrukt getal geeft de hoogste notering aan.
2. ↑  2016 was het eerste jaar met een notering voor dit nummer.